# Списак застава Барбадоса
Ово је списак застава које се користе на Барбадосу.

## Државна застава
| Застава | Време          | Употреба          | Опис |
| ------- | -------------- | ----------------- | --- |
|         | 1966 - до сада | Застава Барбадоса | тробојка која се састоји од два тамноплава вертикална поља и златног поља у средини. Црни трозубац се налази у средњем пољу. |

## Краљевске и гувернерске заставе
| Застава | Време  | Употреба                                        | Опис |
| ------- | ------ | ----------------------------------------------- | --- |
|         | 1966 - | Лична застава Краљице Елизабете II на Барбадосу | Смоквино дрво (са лишћем обојеним у плаво) у средини и два цвета Понос Барбадоса у оба горња угла жутог поља. Плави диск са словом Е изнад кога стоји круна окружен је венцем златних ружа. |
|         |        | Застава Гувернера-генерала Барбадоса            | Усправљен лав на круни, на плавом пољу са речима Барбадос |

## Војна застава
| Застава | Време | Употреба                 | Опис                                                                    |
| ------- | ----- | ------------------------ | ----------------------------------------------------------------------- |
|         |       | Знак морнарице Барбадоса | Црвени крст на белој подлози са заставом Барбадоса у горњем левом углу. |

## Историјска застава
| Застава | Време     | Употреба                  | Опис |
| ------- | --------- | ------------------------- | ---- |
|         | 1885-1954 | Застава колоније Барбадос |      |
|         | 1955-1966 | Застава колоније Барбадос |      |
|         | 1958-     | Застава колоније Барбадос |      |